# إقرت
إقرث أو إقرت هي قرية فلسطينية مسيحية مهجّرة، تواجدت القرية على تل شديد الانحدار، على ارتفاع 550م عن سطح البحر، تبعد بضعة كيلومترات عن الحدود اللبنانية. كانت تحيط بها من الشمال قرى تربيخا وسروح والنبي روبين ومن الشرق فسوطة، ومن الجنوب معليا، ومن الغرب خربة عِربين وعرب السمنية والبصة وعرب العرامشة.
كان من المقرر أن تكون جزءاً من الدولة العربية في التقسيم الذي اعتمدته الأمم المتحدة سنة 1947، إلا أن الإسرائيليين استولوا عليها خلال حرب 1948، وقد لجأ سكانها جميعاً إلى لبنان وإلى القرى الفلسطينية المجاورة بعد أن طردتهم العصابات الصهيونية بين عامي 1948 و1951.

## سكان إقرث
بلغ عدد منازل قرية إقرت 50 منزلا عام 1931، أما عدد سكان القرية فبلغ 400 نسمة عام 1931. تكونت القرية من 8 عائلات سكنت 62 بيتا وبلغ تعدادها 490 نسمة عام 1945.

## احتلال القرية
احتلت القوات الإسرائيلية القرية في 1948/10/31 وطردت سكانها بذريعة خطر عسكري من لبنان فهجروا إلى الرامة. وطلب من سكانها اخلاؤها مؤقتا لمدة اسبوعين فقط، وبعد اشهر من عدم السماح لهم بالعودة الى بيوتهم، قدموا إلتماسا لمحكمة العدل العليا الاسرائيلية، وأقرت لهم بالعودة في 31 تموز 1951، ومع ذلك قام جيش الاحتلال بإخلائها بالكامل في يوم 1951/9/10، وتم تدمير القرية بالكامل يوم عيد الميلاد يوم 1951/12/25. الا ان السكان وعلى رأسهم المطران يوسف ريا (خلال السبعينات) استمروا بمطالبهم بالرجوع إلى القرية.

## المستعمرات الإسرائيلية على أراضي القرية
تقع اليوم على الحدود بين أراضي القرية وأراضي تربيخا إلى الشرق والشمال الشرقي من موقع القرية مستعمرتان: الأولى تدعى مستعمرة شومرا التي تأسست عام 1949، والثانية هي مستعمرة إيفن مناحم التي تأسست عام 1960. إضافة إلى ذلك، عام 1950 تأسست مستعمرة غورن على أراضي القرية غربي الموقع. ومن ثم في عام 1980 تم تأسيس مستعمرة غورنوت هغليل على أراضي القرية.

## عائلات القرية
سكن القرية عائلات: أشقر، أيوب، بشارة، خليل، جدعون، حداد، حنا، خوري، خياط، داود، دوخي، سبيت، شاهين، طعمة، عطا الله، قسيس، مرون، يعقوب.

## القرية اليوم
كنيسة الروم الكاثوليك هي المبنى الوحيد المتبقي من القرية حتى اليوم.
من المهم الإشارة إلى أن أهل قرية اقرث لم يتنازلوا عن حقهم في العودة إلى البلد ويبادروا دائما على اقامة المظاهرات ضد سياسة دولة إسرائيل في نهب الأراضي وعدم إعطاء الفلسطينيين بشكل عام والاقارثة بشكل خاص حق العودة إلى بلدهم. يتم اقامة مخيم لأولاد البلد كل سنة في اقرث لتعليم الأولاد أهمية الصمود وعدم التخلي عن حقوقهم ولكي يقربوهم أكثر إلى البلد.

## التاريخ

### العصور القديمة
أقام الكنعانيون تمثالاً للإله ملكارت من صور في القرية. تحتوي منطقة القرية على أرضيات من الفسيفساء، وبقايا معصرة نبيذ، ومقابر منحوتة في الصخر، وصهاريج، وأدوات من الجرانيت و يوجد في محيطها العديد من المواقع الأثرية.

### الفترة الصليبية
عندما احتل الصليبيون إقرت أطلقوا عليها اسم عكريف. "أشرف" هو اسم لا يزال شائع الاستخدام للقرية بين القبائل البدوية المحيطة.

### الفترة العثمانية
تم دمج إقرت مع فلسطين بأكملها في الإمبراطورية العثمانية في عام 1517، وظهرت في سجلات الضرائب لعام 1596 على أنها تقع في ناحية عكا تحت لواء صفد ، ويبلغ عدد سكانها 374 نسمة، ويعتمد اقتصادها إلى حد كبير على الماعز وخلايا النحل والزراعة . كانت هناك معصرة تستخدم للزيتون أو العنب .
في عام 1875، زارها العالم فيكتور جورين بالقرية وقيل له إنها كبيرة جدًا ويسكنها الموارنة والمسيحيون الأرثوذكس اليونانيون. في عام 1881، أطلق عليها صندوق استكشاف فلسطين (PEF) في مسحه لفلسطين الغربية (SWP) اسم أكريث ، ووصفها بأنها قرية من المباني الحجرية تقع على تل ، مع أرض صالحة للزراعة بما في ذلك التين والزيتون، وكنيسة حديثة تخدم سكانًا مسيحيين يبلغ عددهم 100 نسمة، والمياه يتم توفيرها من خلال ثلاثة ينابيع وعشرات الصهاريج المنحوتة في الصخر.

### الإنتداب البريطاني
كما هو الحال بالنسبة لعدد من القرى الأخرى في المنطقة، كانت القرية مرتبطة بطريق ثانوي يؤدي إلى عكا عبر طريق رئيسي. في عام 1931 بلغ عدد سكان القرية 339 شخصًا يعيشون في 50 منزلًا، وارتفع إلى 490 بحلول إحصاءات عام 1945، بما في ذلك 460 مسيحيًا و30 مسلمًا. بلغ إجمالي مساحة الأرض 24,722 دونم (6,109 أكر). من هذه المساحة، كانت 458 دونمًا من المزارع والأراضي القابلة للري؛ و1088 دونمًا كانت تستخدم لزراعة الحبوب، في حين كانت 68 دونمًا من الأراضي المبنية (الحضرية).
عند تهجير سكان القرية في تشرين الثاني (نوفمبر) 1948، كان عدد سكان إقرت 491 مواطناً، منهم 432 من الروم الملكيين الكاثوليك، يسكنون كامل مساحة القرية. وكان بعض المسلمين من سكان القرية وعددهم 59 نسمة يستأجرون منازلهم في إقرث، بينما قام آخرون ببناء منازل في الشفاية.
كان جزء فقط من أراضي القرية مزروعًا وكان الباقي مغطى بأشجار البلوط والغار والخروب . بحلول عام 1948، أصبحت القرية تملك نحو 600 دونم (600 ألف متر مربع) من الممتلكات الخاصة مع بساتين أشجار التين التي تخدم جميع سكان إقرت والمناطق المحيطة بها. وكانت البساتين تغطي تلة البياض، وكانت بقية الأراضي المزروعة تستخدم لزراعة العدس ، وكذلك التبغ وأشجار الفاكهة الأخرى.
كانت القرية تضم مدرسة ابتدائية خاصة تديرها أبرشية الروم الكاثوليك وكنيسة كبيرة للروم الكاثوليك، ولا تزال هذه الأخيرة قائمة. كان هناك نبعان طبيعيان للمياه، وآبار كثيرة، وحوض كبير لجمع مياه الأمطار.

### حرب عام 1948
تم الاستيلاء على قرية إقرت في 31 أكتوبر 1948 من قبل لواء عوديد التابع للهاجاناه خلال عملية حيرام، وهي هجوم إسرائيلي تقدم على الطريق الساحلي نحو لبنان.
أمر الجيش الإسرائيلي سكان القرية بتسليمها ومغادرتها، مؤكداً أنهم سيعودون إليها بعد أسبوعين عندما تنتهي العمليات العسكرية، غادر السكان متوقعين غيابًا مؤقتًا فقط، كما وعدوا. وذهب بعضهم إلى لبنان وقام الجيش الإسرائيلي بنقل الأغلبية إلى راما ، وهي بلدة تقع بين عكا وصفد.
وفقًا للمؤرخ الإسرائيلي بيني موريس ، فقد تم طرد سكان قرية إقرت بشكل مباشر من قبل الجيش الإسرائيلي في نوفمبر/تشرين الثاني  عام 1948، مع سكان قرى كفر برعم والنبي روبين وتربيخا.